# アラトナシリ
アラトナシリ（Aratnaširi, モンゴル語: Аратнашири, 中国語: 阿剌忒納失里, ? - 1358年）は、チャガタイの孫ブリの子孫で、モンゴル帝国の皇族。『元史』などの漢文史料では阿剌忒納失里と記される。忠粛王（高麗）のモンゴル語名も同じアラトナシリ（阿剌忒訥失里）であるが、同名の別人である。

## 概要
アラトナシリはチャガタイの曾孫アフマドの曾孫で、元々は中央アジアビシュバリク方面に居住する一族であったが、アフマドがバラクによって殺されて以来東方に移住し大元ウルスに仕えていた。アフマドの一族の居住地は河西方面にあったと見られるが、この方面にはチャガタイ家の内紛を避けて大元ウルスに投降してきたチャガタイ家の諸王が集中して居住しており、これらのチャガタイ系諸王家はチュベイ家を中心にゆるやかなまとまり（チュベイ・ウルス）を形成していたと見られる。
アラトナシリの父越王トレはテムル・カーン死後の政変で功績を挙げカイシャン・カーンより越王に封ぜられていたが、カーンを軽んじる言動が多かったためにカイシャンの命により殺されてしまった。アラトナシリは刑死した父の王号（越王位）を継ぐことはできなかったが、新たに西安王に封ぜられて大元ウルスに仕えることとなった。
致和元年（1328年）、イェスン・テムル・カーンが死去すると、その旧臣ダウラト・シャーらによってアリギバが擁立されたが、キプチャク人軍閥の長エル・テムルはカイシャン・カーンの遺児トク・テムルを擁立して武力で帝位を争う構えを見せた（天暦の内乱）。アラトナシリは大都に拠ってトク・テムルを擁立した「大都派」に参加し、大都の守備やダウラト・シャーの討伐などに功績を挙げ、エル・テムルに次ぐ大都派の中心人物として活躍した。
天暦の内乱が大都派の勝利に終わり、短いコシラ（クトクトゥ・カーン）の即位を挟んでトク・テムル（ジャヤート・カーン）が即位すると、内乱時の功績によってアラトナシリは最高ランクの豫王に封ぜられた。同時期にチュベイ・ウルスに属するコンチェク、クタトミシュも最高ランクの王号（粛王と豳王）を与えられており、彼等もアラトナシリと共に大都派に協力したのではないかと推測されている。
天暦の内乱の功績によってトク・テムル政権の重要人物となったアラトナシリは、以後雲南への出鎮やチベットへの進駐に功績を挙げた。特に至順2年（1331年）には鎮西武靖王チョスバルとともに雲南の賊の平定に尽力している。
これらの功績によってか、同至順2年に父トレが生前に食邑としていた紹興路からの収入の半分を供給されるようになった。アラトナシリの死期や子孫についての記述はなくその後の系譜は明らかになっていないが、至正13年（1353年）に弟のダルマが南陽の賊を討伐した功績によってアラトナシリの以前の王号である西安王に封ぜられたことが記録されている。

## ブリの子アフマドの子孫
『元史』宗室世系表では「豫王阿剌忒納失里」をクビライの曾孫ラオディ（老的）の息子としているが、これはアラトナシリが雲南に出鎮したことに起因する誤りである。また同表ではアラトナシリの父トレを威遠王アジキの孫としているがこれも誤りで、『ヴァッサーフ史』の伝える「ブリの子アフマドの子シャーディーの子トレ」という系図が正しいとされる。
- チャガタイ（Čaγatai, 察合台／چغتاى Chaghatāī）
  - モエトゥケン(Mö'etüken,／مواتوكان Muwātūkān)
    - ブリ(Büri,不里／بورى Būrī)
      - アフマド(احمد Aḥmad)
        - ババ大王(Baba,八八／باباBābā)
          - ハビル・テムル王(Habil-temür,合賓帖木児?／Hābīr tīmūr)
          - カビル・テムル王(Qabil-temür,合賓帖木児?／Qābīr tīmūr)
          - ユルトゥズ・テムル王(Yultuz-temür,允禿思帖木児／Yūldūz tīmūr)

        - シャーディー(『集史』:ساتیSātī／『ヴァッサーフ史』:شادیŠādī)
          - 越王トレ(Töre,禿剌／تولا اغولTūlā aghūl)
            - 豫王アラトナシリ(Aratnaširi,阿剌忒納失里)
            - 西安王ダルマ(Darma,答児麻)